# Карозио
Каро̀зио (на италиански: Carrosio; на пиемонтски: Careugio, Кареуджо, на местен диалект: Carreuxo, Кареузо) е село и община в Северна Италия, провинция Алесандрия, регион Пиемонт. Разположено е на 254 m надморска височина. Населението на общината е 506 души (към 2010 г.).